# Urbain Cancelier
Urbain Cancelier (Parigi, 2 agosto 1959) è un attore e comico francese.
Ha iniziato la sua carriera in teatro dove ha lavorato spesso in spettacoli diretti da Bernard Murat.
Al cinema, invece, è stato diretto principalmente da Jean-Pierre Jeunet mentre il suo ruolo di maggior rilievo è il Sindaco nella trilogia di Belle & Sebastien nella parte del sindaco.

## Filmografia parziale
- Belle & Sebastien (2013)
- Belle & Sebastien - L'avventura continua (2015)

## Doppiatori italiani
- Roberto Stocchi in Belle & Sebastien, Belle & Sebastien - L'avventura continua